# Rudolf Holzer
Rudolf Holzer (* 28. Juli 1875 in Wien; † 17. Juli 1965 ebenda) war ein österreichischer Journalist und Schriftsteller.

## Leben
Rudolf Holzer wurde am 28. Juli 1875 in Wien als Sohn eines Beamten der Donau-Dampfschiffahrtsgesellschaft geboren. Er studierte nach der Matura an der Universität Wien zunächst Maschinenbau, dann Philosophie, Kunstgeschichte  und Archäologie. 1897 trat er in den Staatsdienst ein und arbeitete im k.u.k. Handelsministerium, wo er an dessen Monatsschrift Austria mitwirkte. Ab 1900 war er Redakteur für Theaterkritik und Kunstkritik. 1901 heiratete er die Schauspielerin Alice Hétsey. 1925–1933 war er Chefredakteur der Wiener Zeitung, bis er von der Dollfuß-Regierung abberufen wurde. Zur selben Zeit war er Feuilletonist für verschiedene in- und ausländische Zeitungen. Holzer gehörte zu jener Gruppe der völkisch orientierten Schriftsteller, die 1933 den österreichischen P.E.N.-Club verließen, weil dieser die Bücherverbrennung der Nationalsozialisten verurteilt hatte.
Holzer war ab 1. Juli 1938 Mitglied Nummer 9.377.925 der Nationalsozialistischen Volkswohlfahrt (NSV) sowie 1938–1941 Mitglied im Reichsverband der Deutschen Presse, doch wurde im Herbst 1941 sein Name wegen Berufsaufgabe als Journalist gelöscht. Nach dem Anschluss Österreichs publizierte er in der Wiener Zeitung Theaterkritiken und andere Beiträge. Im März 1945 wurde er in Wien angeklagt, weil er bis Januar 1945 mit der Jüdin Elsa Baruch zusammengelebt und seit Ende 1943 Auslandssender gehört hatte. Es „hat auch ihn die  Nazibarbarei nicht verschont, und er wie auch seine Frau haben die Marterbunker der Gestapo kennengelernt.“

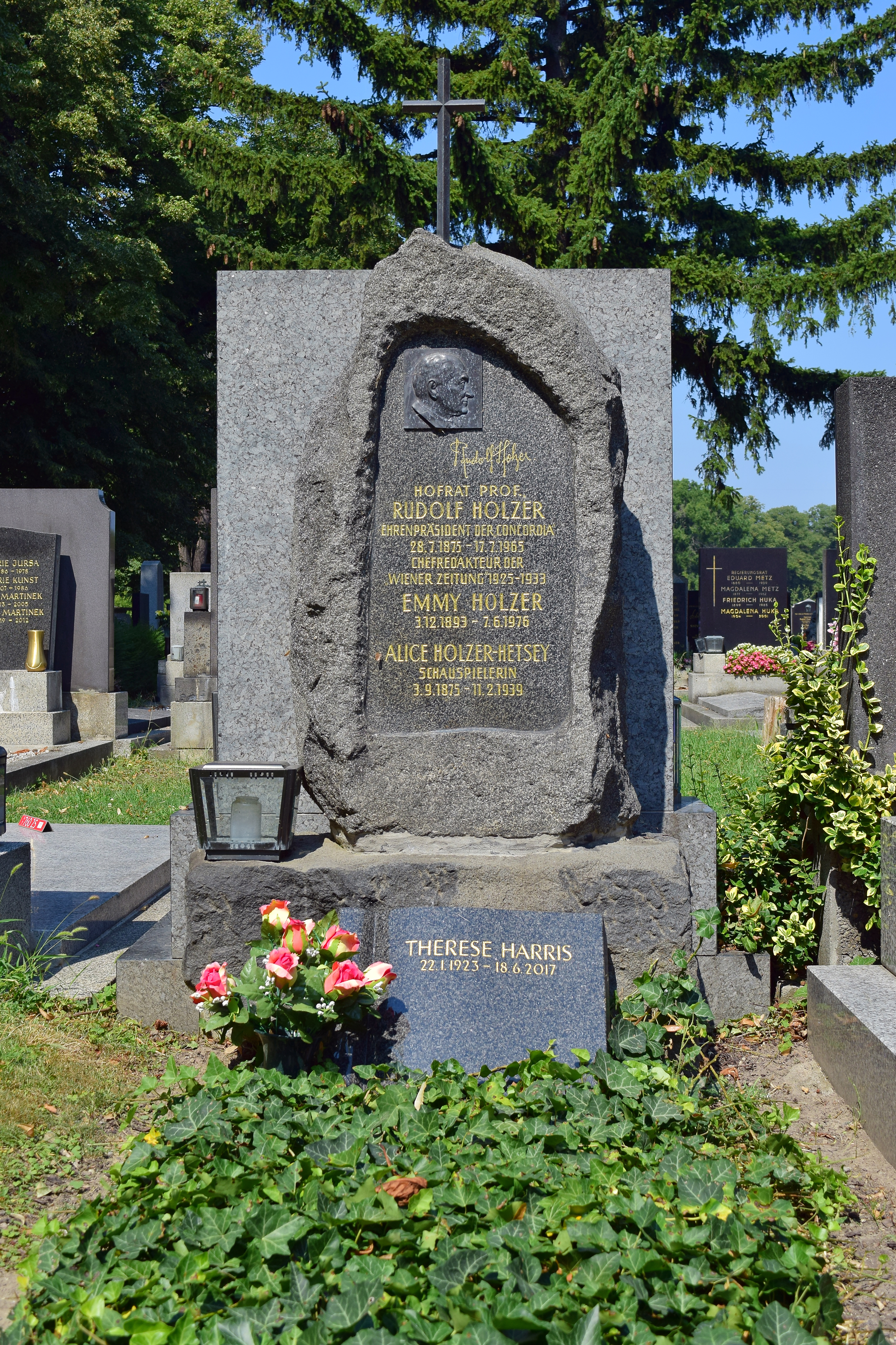
Ehrenhalber gewidmetes Grab auf dem Wiener Zentralfriedhof

Nach dem Zweiten Weltkrieg arbeitete er bei der Wiener Zeitung. 1945–1958 war Holzer Präsident des Presseclub Concordia. 1946–1948 war er Feuilletonleiter der Presse, für die er bis 1953 Feuilletonbeiträge verfasste. Ab 1948 war er Professor am Institut für Zeitungswissenschaft der Universität Wien. 1950–1955 war er der Theaterkritiker der Presse. Danach betätigte er sich als freier Schriftsteller.
Holzer wurde in einem ehrenhalber gewidmeten Grab auf dem Wiener Zentralfriedhof (Gruppe 3, Reihe 26, Nr. 72) bestattet.

## Ehrungen
- 1911: Raimund-Preis für das Schauspiel Die guten Mütter
- 1917: Bauernfeld-Preis
- 1947: Franz-Grillparzer-Preis
- 1950: Ehrenmedaille der Bundeshauptstadt Wien
- 1955: Preis der Stadt Wien für Publizistik
- 1957: Österreichischer Volkskulturpreis
- 1958: Goldene Feder des Presseclubs Concordia
- 1960: Ehrenmedaille der Bundeshauptstadt Wien in Gold
- 1962: Großes Silbernes Ehrenzeichen für Verdienste um die Republik Österreich

## Werke (Auswahl)
- Hans Kohlhase. Drama in fünf Aufzügen. Vita, Berlin 1909.
- Gute Mütter. Komödie in drei Akten. Deutsch-Österr. Verl., Wien et al. 1913.
- Das Feuerchen des häuslichen Herds. Verlag Das Bergland-Buch, Salzburg/Wien/Leipzig 1937.
- Justitia. Das Drama eines deutschen Mannes. Fünf Aufzüge (neun Bilder). S. Fischer, Berlin 1940.
- (Hrsg.): Wiener Volks-Humor. Harfenisten u. Volkssänger. Andermann, Wien 1943.
- Der Himmel voller Geigen.  Österreichisches Drama in 3 Akten. Wallishaussen, Wien 1948.
- Die Wiener Vorstadtbühnen. Österreichische Staatsdruckerei, Wien 1951.
- Die Wiener Sängerknaben. Frick, Wien 1953.
- Aus dem alten Gastein. Verlag Das Bergland-Buch, Salzburg 1957.
- Villa Wertheimstein. Bergland-Verlag, Wien 1960.